# دانييل مونلور
دانييل مونلور (بالإسبانية: Daniel Monllor)‏ (20 يوليو 1984 ببوساداس، ميسيونيس في الأرجنتين - ) هو لاعب كرة قدم أرجنتيني في مركز حراسة المرمى. لعب مع نادي بوافيشتا ونويفا شيكاجو.

## وصلات خارجية
- دانييل مونلور على موقع Soccerway.com (الإنجليزية)
- دانييل مونلور على موقع AS.com (الإسبانية)